# Thế tục
Thế tục là trạng thái trung lập, trong đó chủ thể tách biệt khỏi tôn giáo. Không liên kết ủng hộ, và cũng không liên kết chống đối bất kỳ giáo phái nào.
Ví dụ, ăn và tắm được coi là những ví dụ của hành động thế tục, bởi có lẽ không có điều gì liên quan đến tôn giáo ở đây. Tuy vậy, với một số truyền thống tôn giáo, ăn và tắm được coi là những bí tích, và do đó chúng là những hành động tôn giáo trong thế giới quan của tôn giáo đó. Cầu nguyện trong bối cảnh tôn giáo, và đi học ở một trường tôn giáo là những ví dụ của hành động tôn giáo (phi thế tục).
Chủ nghĩa thế tục là nguyên tắc trong đó các cơ quan chính phủ và đại diện của họ tách biệt khỏi các cơ sở tôn giáo, cùng các đức tin và chức sắc của nó. Phần lớn các doanh nghiệp, tập đoàn, và một số chính phủ hiện nay là các tổ chức thế tục.